# 필리가쥐

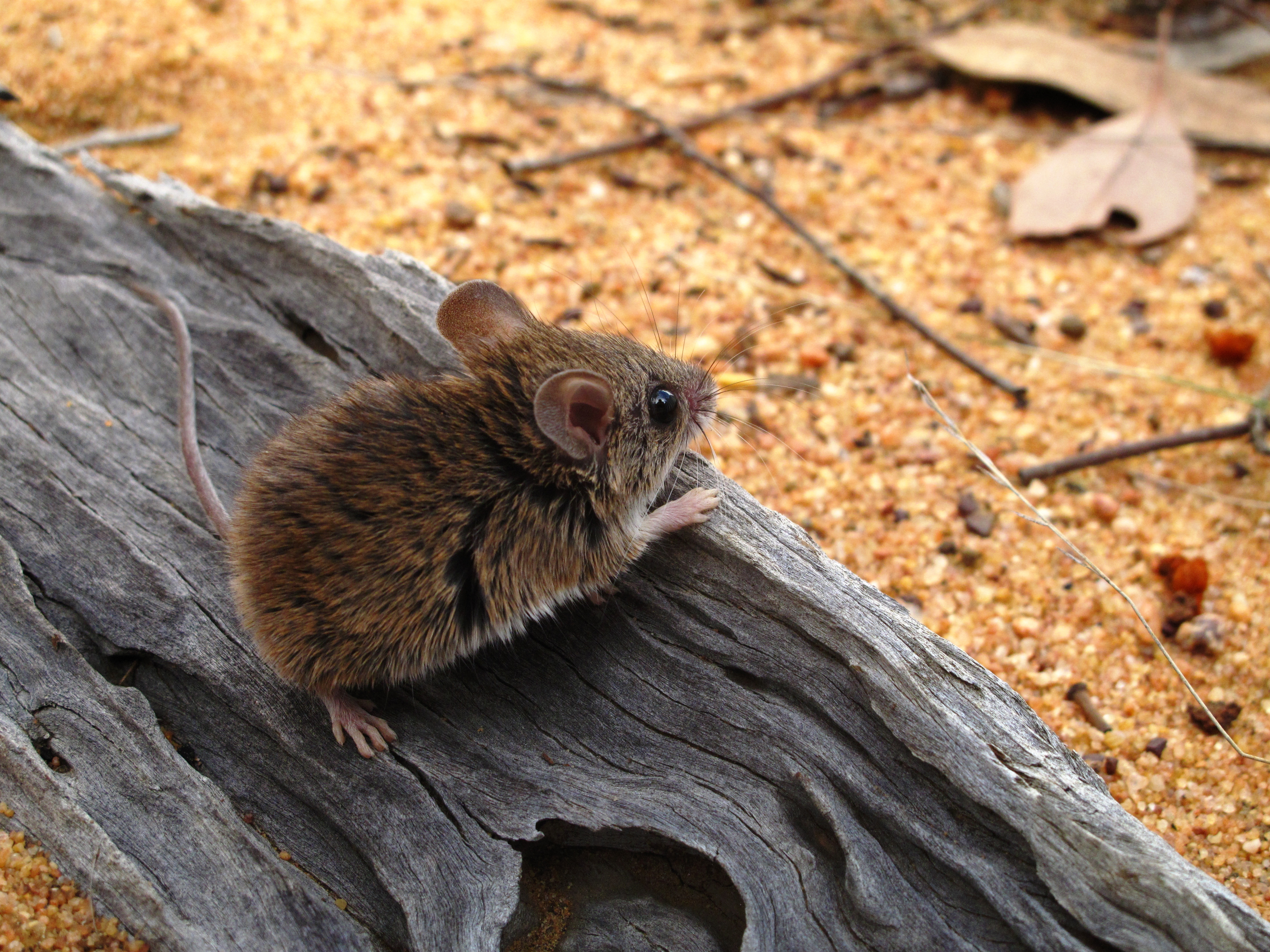
필리가숲의 필리가쥐

필리가쥐 또는 풀쿠(Pseudomys pilligaensis)는 쥐과에 속하는 설치류의 일종이다. 최근까지 필리가쥐의 분포 지역은 오스트레일리아 뉴사우스웨일스주의 필리가 숲 지역에 제한된 것으로 알려졌지만, 2013년 워럼벙글 국립공원에서 산불이 난 이후에 표본 한 마리가 포획되었다. 다른 두 종 사이의 잡종이라는 설도 있다. 현재 보전 등급은 "정보부족종"이다.

## 특징
필리가쥐는 작은 갈색 쥐로 상체는 회색-갈색이고, 머리와 등은 회색을 띠며 황갈색 옆구리를 거쳐 점점 색이 변하여 배 쪽은 흰색을 띤다. 발은 흰 털과 함께 발 등이 연한 분홍색이다. 꼬리를 제외한 몸길이는 73~80mm이고 꼬리 길이는 몸길이와 같거나 약간 짧다. 꼬리는 연한 분홍색으로 윗부분을 따라 뚜렷한 갈색 선이 나 있고, 꼬리 끝은 좀더 짙은 색 털의 술꼬리 형태를 띤다. 귀 길이는 15~18mm이고 몸무게는 10~14g이다.

## 분류학
필리가쥐는 1980년 베리 폭스(Barry Fox)와 데이빗 브리스코(David Briscoe)가 처음 공식적으로 기술했다. 유사한 종들인 뉴홀랜드쥐(P. novohollandiae)와 델리키트쥐(P. delicatulus), 모래내륙쥐(P. hermannsburgensis)를 두개골 크기와 모양, 꼬리와 몸길이 사이의 비율과 같은 특징에 기초하여 구별한다. 좀더 최근의 연구는 필리가쥐를 델리키트쥐의 남부 개체군으로 제안한다. 델리키트쥐와 뉴홀랜드쥐 사이의 잡종으로 추정하기도 한다.

## 분포 및 서식지
뉴사우스웨일스주 중부 지역 필리가 숲에 제한적으로 분포하는 것으로 기술된 필리가쥐 표본은 필리가 관목 지대에서 50km 이상 떨어지지 않은 4군데에서만 수집된다. 포획된 2마리의 표본은 측백나무와 유칼립투스 숲에서 나머지는 삼림에서 발견되었다. 그러나 2013년 워럼벙글 국립공원의 약 80%를 태운 산불이 발생한 이후, 공원에서 표본 한 점이 발견되었다. 산불 이후 필리가쥐 개체군 크기가 급속히 늘어나고 있으며 새로운 지역에서 발견될 가능성도 있다. 최근 연구에 의하면, 필리가쥐 개체밀도는 최근에 불이 난 지역에서 가장 높으며, 산불이 난 이후 땅을 덮고 있는 멜랄레우카(Melaleuca) 식물과 쿠리카바(Acacia burrowii), 블러드나무(Corymbia trachyphloia) 식물 속에서 발견된다. 필리가쥐는 야행성이고 분명히 굴 속에서 사는 동물이다.

## 보전 상태
2015년 1월 기준으로, 필리가쥐는 분류학 상태가 불확실하기 때문에 국제 자연 보전 연맹(IUCN)에서 "정보부족종"으로 지정하고 있다. 추가 연구를 통해 필리가쥐가 별개의 종이라는 사실이 밝혀지면 "멸종위기종"으로 결정될 수 있다. 필리가쥐 개체수에 대한 위협은 석탄층가스와 관련된 탐사와 기반 시설 건설, 임업을 통한 서식지 감소, 도입종 고양이와 여우에 의한 포식, 생쥐 등과의 경쟁 때문이다.